# Nichol Blanca Pareja
Nichol Blanca Pareja, né le 10 août 2000, est un coureur cycliste philippin.

## Biographie
En 2019, il remporte le titre espoirs du contre-la-montre aux championnats des Philippines, en ayant réalisé le meilleur temps toutes catégories confondues.

## Palmarès et résultats

### Par année
- 2019
  -  Champion des Philippines du contre-la-montre espoirs
  - 2e du championnat des Philippines sur route espoirs
- 2022
  -  Champion des Philippines sur route espoirs
  -  Champion des Philippines du contre-la-montre espoirs
- 2024
  -  Champion des Philippines du contre-la-montre
- 2025
  - 2e du championnat des Philippines du contre-la-montre

### Classements mondiaux
| Année                                 | 2022 | 2023  |
| ------------------------------------- | ---- | ----- |
| Classement mondial                    | 701e | 1703e |
| UCI Asia Tour                         | 33e  | nc    |
|                                       |      |       |
| Légende : nc = non classéSource : UCI |      |       |